# Kamen Rider Decade
Kamen Rider Decade (仮面ライダーディケイド Kamen Raidā Dikeido?) es el título de la 19.ª temporada de la franquicia Kamen Rider. Decade, como su título lo sugiere, es la décima temporada de la era Heisei que comenzó con Kamen Rider Kūga en el año 2000. Su emisión comenzó una semana después de la finalización de Kamen Rider Kiva e hizo parte del bloque Super Hero Time junto con la edición 2009 de la serie Super Sentai Series, Samurai Sentai Shinkenger (con un crossover de estas dos series en los episodios 24 y 25 de Decade). El eslogan de la temporada es "Destruye todo, conecta todo" (全てを破壊し、全てを繋げ Subete o hakaishi, subete o tsunage?)

## Argumento

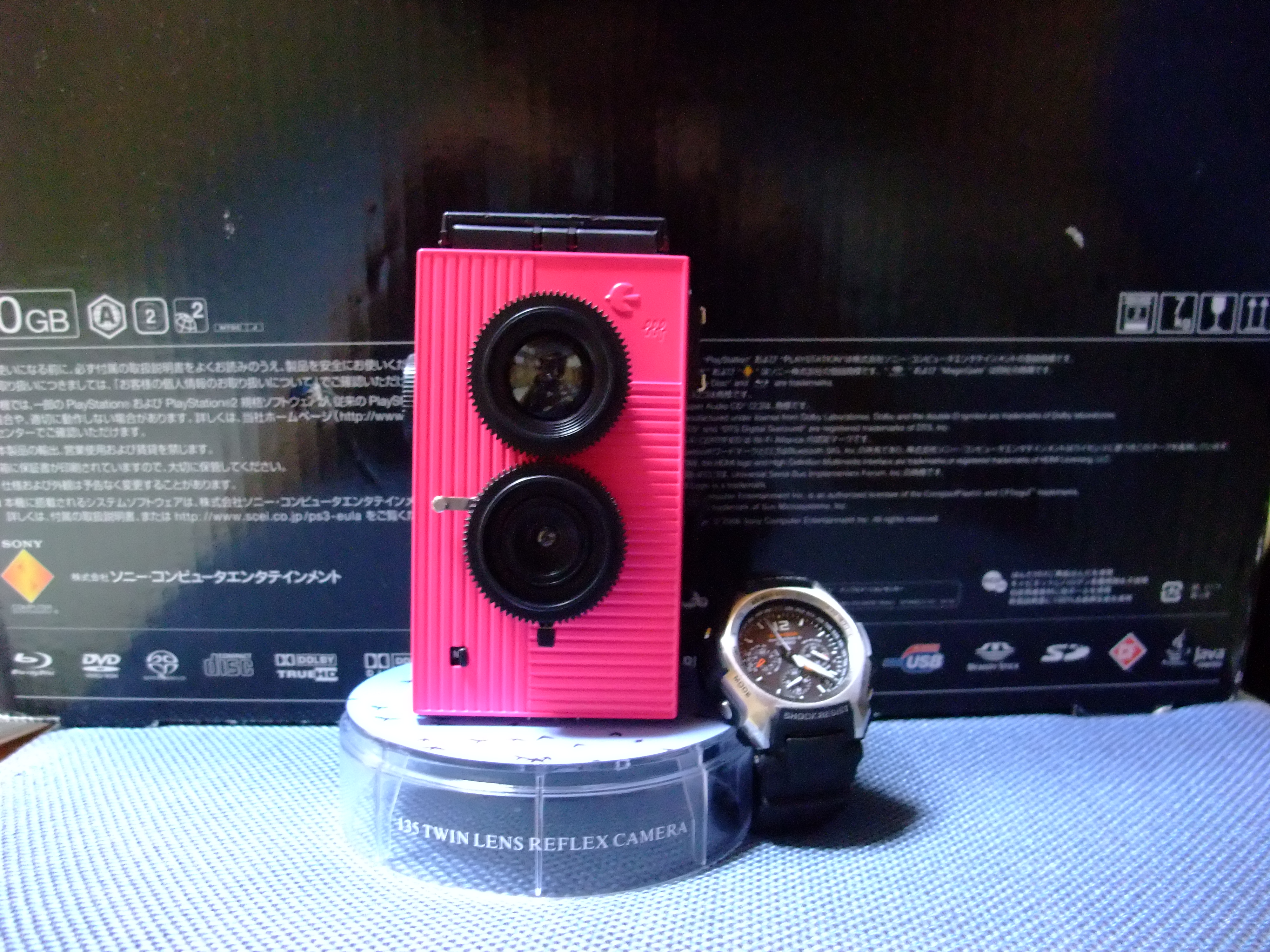
La fotografía es una de las muchas referencias hechas en la serie, siendo esta la principal, en la imagen, la cámara de Decade creada por Blackbird Fly especialmente para la serie

La historia gira en torno a Tsukasa Kadoya, un misterioso joven recién llegado a la ciudad que es aficionado a la fotografía, a pesar de que sus fotos salen muy mal, y no posee recuerdos de su pasado. Un día como cualquier otro, el junto a su amiga Natsumi Hikari presencian lo que parece ser el fin del mundo, Tsukasa es advertido por Wataru que, en efecto, el mundo será destruido y que solo él puede evitarlo, viajando a nueve mundos donde habitan nueve diferentes Riders, cada uno con un origen diferente, los cuales han empezado a fusionarse. Tsukasa se convierte en Kamen Rider Decade y junto a su amiga Natsumi y el abuelo de esta, deberán recorrer los nueve mundos y evitar su destrucción. La trama de Kamen Rider Decade se desarrolla entre varias iteraciones de la realidad dentro de la serie denominada A.R.Worlds (Another Rider's / Alternate Reality World). Estos mundos se basan en las entregas anteriores de la Serie Kamen Rider que se emitieron durante el período Heisei de la historia japonesa. Cada uno difiere de alguna manera de la serie en la que se basó.

### Referencia a la fotografía
Para encajar con el tema fotográfico de la serie, sus principales Kamen Riders siguen el Modelo de color CMYK: Decade es magenta, Diend es cyan, y Kūga (Ultimate Form) es negro. Si bien ningún Rider tiene el color amarillo, la armadura de Kūga Rising Ultimate es amarilla (dorada).

## Personajes

### Riders
- Tsukasa Kadoya (門矢 士 Kadoya Tsukasa?)/Kamen Rider Decade (仮面ライダーディケイド Kamen Raidā Dikeido?): Tsukasa es un joven hipócrita y farisaico que no sabe mucho sobre su pasado. Él tiene un fuerte deseo de "atrapar al mundo" usando sus fotos, pero nunca le salen bien y se ha demostrado que predicen los eventos, actuando como un signo para demostrar que no pertenece al mundo en el que se encuentra. Como Decade, él es visto como un agente de destrucción, usualmente llamado "el diablo", un rumor difundido por Narutaki, quien cree que Tsukasa no pertenece a ningún mundo. Él es bastante arrogante, ya que a menudo se burla de la gente.
- Daiki Kaito (海東 大樹 Kaitō Daiki?)/Kamen Rider Diend (仮面ライダーディエンド Kamen Raidā Diendo?): Daiki es un joven misterioso que se muestra alegre por el hecho de ser molesto para quienes lo rodean, pero se pone serio en la batalla y ve los objetos materiales como más importantes que cualquier otra cosa. Narutaki, consciente de que Daiki es Diend, evita meterse en su camino. También parece saber sobre el pasado de Tsukasa, refiriéndose a los pepinos de mar como algo que Tsukasa siempre había querido probar. Viaja de mundo en mundo, robando lo que él llama "tesoros".

### Aliados
- Natsumi Hikari (光 夏海 Hikari Natsumi?): Es una joven que trabaja en el estudio fotográfico de su abuelo, con quien ha vivido desde su infancia. En secundaria, fue miembro fundador del Taigaku Club (退学クラブ Taigaku Kurabu?) o TG Club (TJクラブ Tī Jī Kurabu?), un club secreto conformado por alumnos que faltaban a la escuela con el fin de obtener sus propias respuestas. Al iniciar la serie, Natsumi tiene una pesadilla constante en la que un ejército de Riders era asesinado por Decade. Es este sueño el que la motiva a acompañar a Tsukasa en su viaje por los nueve mundos con el fin de evitar que ese sueño se haga realidad.
- Eijiro Hikari (光 栄次郎 Hikari Eijirō?): Es el propietario del Hikari Studio y abuelo de Natsumi. Es quien les revela a su nieta y a Tsukasa que el estudio puede viajar por diferentes mundos a través de escenarios mágicos. Cada vez que viaja a un mundo diferente, cocina algo diferente. Eijiro también es una persona muy paciente y amigable
- Yusuke Onodera (小野寺 ユウスケ Onodera Yusuke?): Es el residente del Mundo de Kuuga. Él tiene una personalidad infantil muy segura de sí misma y crédula, un marcado contraste con la encarnación original de Kuuga, Yusuke Godai. A diferencia de Yusuke Godai, que confiaba en sí mismo, Onodera era (inicialmente) un hombre bastante manso y cobarde que dudaba en luchar contra los Gurongi. Aunque no es tan seguro o valiente como el Yusuke original, este Yusuke también trata de proteger la sonrisa de todos, mostrando así algo de parecido. Mientras viajaba con Tsukasa y los demás, Onodera ganó más confianza y se hizo más maduro, ya que estaba dispuesto a sacrificarse para salvar los Nueve Mundos, demostrando que había cambiado mucho en comparación con su apariencia inicial.
- Kivala (キバーラ Kibāra?): Es un miembro de la raza de los kivat que habitan el mundo de Kiva. Es extremadamente pequeña, lo suficientemente pequeña como para esconderse en el puño cerrado de un adulto. Acompaña al grupo sirviendo como una doble agente de Narutaki, siendo Natsumi la única consciente, pero aun así, se lleva bien con todo el grupo, mas en especial con Eijiro.

### Villanos
- Narutaki (鳴滝 Narutaki?): Narutaki es un hombre misterioso que se refiere a sí mismo como un profeta, y está protegido por un aura que lo hace inmune a la convergencia de los diez mundos. También tiene la capacidad de moverse libremente entre los mundos y convocar a Riders de otros mundos. Él cree firmemente que Tsukasa Kadoya no debería existir en ningún mundo y le dice a los otros Riders que destruirá su mundo. Él también desea salvar a Natsumi, ofreciéndole libertad mientras le dice que la Guerra de los Riders despertará la verdadera naturaleza de Tsukasa.
- Dai-Shocker (大ショッカー Dai Shokkā?): Es una organización maligna compuesta por las versiones de los A.R. Worlds de los villanos clásicos de la franquicia. Su objetivo es apoderarse de todas las dimensiones y para hacerlo envían a sus agentes a través de los mundos para tratar de conquistar todo el multiverso.

## Episodios
Los títulos de los episodios que sirven como tributo a las anteriores temporadas están escritos de la misma forma que los episodios de la temporada en cuestión
1. Guerra de Riders (ライダー大戦 Raidā Taisen?)
2. El mundo de Kūga (クウガの世界 Kūga no Sekai?)
3. Trascendencia (超絶 Chōzetsu?)
4. Segundo movimiento ♬ El príncipe Kiva (第二楽章♬キバの王子 Dai Ni Gakushō ♬ Kiba no Ōji?)
5. Calificaciones del rey mordedor (かみつき王の資格 Kamitsuki Ō no Shikaku?)
6. Juicio por batalla: El mundo de Ryūki (バトル裁判・龍騎ワールド Batoru Saiban: Ryūki Wārudo?)
7. El súper truco del verdadero culpable (超トリックの真犯人 Chō Torikku no Shinhannin?)
8. Bienvenidos a la cafetería de Blade (ブレイド食堂いらっしゃいませ Bureido Shokudō Irasshaimase?)
9. Blade Blade (ブレイドブレード Bureido Burēdo?)
10. El ladrón fantasma de la Academia Faiz (ファイズ学園の怪盗 Faizu Gakuen no Kaitō?)
11. 555 caras, 1 tesoro (555つの顔、１つの宝 Faizutsu no Kao, Hitotsu no Takara?)
12. Reunión: Proyecto Agito (再会　プロジェクト・アギト Saikai: Purojekuto Agito?)
13. Despierta: El tornado de almas (覚醒　魂のトルネード Kakusei: Tamashii no Torunēdo?)
14. El comienzo de Chō Den-O (超・電王ビギニング Chō Den'ō Biginingu?)
15. ¡Aquí viene Súper Momotaros (超モモタロス、参上! Chō Momotarosu, Sanjō!?)
16. Aviso: Kabuto está fuera de control (警告：カブト暴走中 Keikoku: Kabuto Bōsōchū?)
17. El camino al sabor de la abuela (おばあちゃん味の道 Obaachan Aji no Michi?)
18. Extrañando a Hibiki (サボる響鬼 Saboru Hibiki?)
19. El fin del viaje (終わる旅 Owaru Tabi?)
20. Los Riders oscuros del mundo Nega (ネガ世界の闇ライダー Nega Sekai no Yami Raidā?)
21. Recorriendo el álbum Rider completo (歩く完全ライダー図鑑 Aruku Kanzen Raidā Zukan?)
22. Se busca: Diend (ディエンド指名手配 Diendo Shimeitehai?)
23. El fin de Diend (エンド・オブ・ディエンド Endo Obu Diendo?)
24. Aparece el Samurai Sentai (見参侍戦隊 Kenzan Samurai Sentai?)
25. ¡Rider Hereje, avanza! (外道ライダー、参る！Gedō Raidā, Mairu!?)
26. ¡RX! La invasión de Dai-Shocker (RX！大ショッカー来襲?)
27. Black × Black RX (BLACK×BLACK RX Burakku × Burakku Āru Ekkusu?)
28. Amazon, amigo (アマゾン、トモダチ Amazon, Tomodachi?)
29. El chico desnudo y fuerte (強くてハダカで強い奴 Tsuyokute Hadaka de Tsuyoi Yatsu?)
30. Guerra Rider: El prólogo (ライダー大戦・序章 Raidā Taisen: Joshō?)
31. El destructor de mundos (世界の破壊者 Sekai no Hakaisha?)

### Películas
- Cho Kamen Rider Den-O & Decade NEO Generations: The Onigashima Battleship (劇場版 超・仮面ライダー電王＆ディケイド ＮＥＯ ジェネレーションズ 鬼ヶ島の戦艦 Gekijōban Chō-Kamen Raidā Den'ō ando Dikeido Neo Jenerēshonzu Onigashima no Senkan?): Película crossover entre Kamen rider Decade y su predecesora, kamen Rider Den-O. Estrenada el 1 de mayo de 2009
- Kamen Rider Decade: Protect! The World of Televikun (仮面ライダーディケイド 守れ！<てれびくんの世界> Kamen Raidā Dikeido: Mamore! <Terebikun no Sekai>?): Especial para video. Estrenado el 1 de agosto de 2009
- Kamen Rider Decade: All Riders vs. Dai-Shocker (劇場版 仮面ライダーディケイド オールライダー対大ショッカー Gekijōban Kamen Raidā Dikeido: Ōru Raidā tai Daishokkā?): Estrenada el 8 de agosto de 2009

## Reparto
- Tsukasa Kadoya: Masahiro Inoue
- Daiki Kaito: Kimito Totani
- Natsumi Hikari: Kanna Mori
- Eijiro Hikari: Renji Ishibashi
- Yuusuke Onodera: Ryouta Murai
- Kivala: Miyuki Sawashiro
- Narutaki: Tatsuhito Okuda
- Voz de Decadriver, voz de Diendriver: Mark Okita
- Narrador:  Eiichiro Suzuki

## Temas musicales

### Tema de entrada
- "Journey Through the Decade"
  - Letra: Shoko Fujibayashi
  - Música: Defspiral
  - Arreglos: Kōtarō Nakagawa
  - Intérprete: Gackt

### Temas de cierre
- "Ride the Wind" (Episodios 10-22, 28)
  - Letra: Shoko Fujibayashi
  - Música: Shuhei Naruse
  - Arreglos: Shuhei Naruse
  - Intérptere: Masahiro Inoue

- "Treasure Sniper" (Episodios 23-27, 29-31)
  - Letra: Shoko Fujibayashi
  - Música: Defspiral
  - Arreglos: Defspiral
  - Intérprete: Kimito Totani